# Elementarna rodzina funkcji
Elementarna rodzina funkcji – rodzina funkcji rzeczywistych {\displaystyle {\mathcal {E}}} na ustalonym zbiorze, mająca strukturę przestrzeni liniowej nad ciałem liczb rzeczywistych, która jest ponadto zamknięta na operację brania wartości bezwzględnej, tj. jeżeli {\displaystyle f\in {\mathcal {E}},} to również
{\displaystyle |f|\in {\mathcal {E}}.}
Przykładem elementarnej rodziny funkcji na danej przestrzeni zwartej X jest rodzina wszystkich rzeczywistych funkcji ciągłych na X.